# Фофо
Афонсу Себастьян Кабунгула (порт. Afonso Sebastião Cabungula; род. 30 июня 1994, Луанда), более известен как Фофо (порт. Fofó) — ангольский футболист, нападающий клуба «Кийову».

## Биография
Фофо родился 30 июня 1995 года в Анголе. Первым профессиональным клубом Фофо был клуб из Анголы «Атлетику Авиасан». Он провел в нём три года и в 2017 году перешел свободным агентом в «Прогрессо ду Самбизанга». Проиграв год Фофо переходит в «Примейру ди Агошту», где он сыграл 4 матча в официальных матчах. В 2023 году он перешел в Кийову, клуб из Руанды.
В 2017 году попал в национальную сборную. В 2018 году дебютировал за сборную.